# Бафинова земља
Бафинова земља (енгл. Baffin Island) је једно од канадских арктичких острва у територији Нунавут, и део је канадског арктичког архипелага.
То је највеће канадско острво и пето по величини у свету са територијом од 507.451 km². Има популацију од 11000 становника и густину насељености од 0,02 становника по km². 
Први Европљанин који је открио острво 1576. је Мартин Фробишер. Око 1615—1616. Вилијам Бафин је истраживао јужну обалу острва тражећи морски пут према северозападу. У деветнаестом веку арктички истраживач Едвард Пари је назвао острво у његову част.

## Географија
Икалуит, главни град Нунавута, налази се на југоисточној обали. До 1987, име града је било Фробишер Беј, по истоименом заливу у којем је лоциран. Бафинове планине (Baffin Mountains) се протежу уз североисточну обалу острва и део су Арктичких Кордиљера (Arctic Cordillera). Маунт Один (Mount Odin) је највиши врх са висином 2143 до 2147 м. Два највећа језера су језеро Нетилинг (Nettilling Lake), 5.066 km² и језеро Амадјуак (Amadjuak Lake). У средишњем делу острва се налази Барнесова ледена капа (Barnes ice cap), која са полако смањује од 60-их година 20. века.
На југу се налази Хадсонов мореуз, који одваја Бафиново острво од копна Квебека. Јужно од западног краја острва налази се мореуз Фјури и Хекла, који одваја острво од полуострва Мелвил на копну. На истоку су Дејвисов мореуз и Бафинов залив, са Гренландом иза њега. Фокс басен, залив Бутија и Ланкастер Саунд одвајају Бафиново острво од остатка Арктичког архипелага на западу и северу.
Бафинове планине се простиру дуж североисточне обале острва и део су арктичких Кордиљера. Највиши врх је планина Один, са надморском висином од најмање 2.143 m (7.031 ft), иако неки извори наводе 2.147 m (7.044 ft). Још један значајан врх је планина Асгард, која се налази у националном парку Аујуитук, са надморском висином од 2.011 m (6.598 ft). За планину Тор, са надморском висином од 1.675 m (5.495 ft), се каже да има највећи чисто вертикални пад (оштра страна литице) од било које планине на Земљи, на 1.250 m (4.100 ft). Планина Шарат, са надморском висином од 422 m (1.385 ft) и проминенцијом од 67 m (220 ft) налази се на Бафиновом острву. Планина је добила име по геологу Шарату Кумару Роју, главном кустосу геологије у Природњачком музеју Филд у Чикагу. Рој, родом из Индије, студирао је у Индији и Лондону, а стекао докторат на Универзитету у Чикагу. Убрзо након што је почео да ради у Филд Мусеуму, придружио се Росон-Макмилановој експедицији 1927-1928 на Бафиново острво и Лабрадор. Ова 15-месечна експедиција почела је јуна 1927.
Два највећа језера на острву леже у јужном централном делу острва: језеро Нетилинг (5.542 km2 [2.140 sq mi]) и језеро Амадјуак (3.115 km2 [1.203 sq mi]) јужније.

### Клима
| Клима Икалуитa (Икалуитски аеродром) WMO ID: 71909; координате 63° 45′ N 68° 33′ W / 63.750° С; 68.550° З; елевација: 33,5 m (110 ft); 1981–2010 нормале, екстреми 1946–садашњост | Клима Икалуитa (Икалуитски аеродром) WMO ID: 71909; координате 63° 45′ N 68° 33′ W / 63.750° С; 68.550° З; елевација: 33,5 m (110 ft); 1981–2010 нормале, екстреми 1946–садашњост | Клима Икалуитa (Икалуитски аеродром) WMO ID: 71909; координате 63° 45′ N 68° 33′ W / 63.750° С; 68.550° З; елевација: 33,5 m (110 ft); 1981–2010 нормале, екстреми 1946–садашњост | Клима Икалуитa (Икалуитски аеродром) WMO ID: 71909; координате 63° 45′ N 68° 33′ W / 63.750° С; 68.550° З; елевација: 33,5 m (110 ft); 1981–2010 нормале, екстреми 1946–садашњост | Клима Икалуитa (Икалуитски аеродром) WMO ID: 71909; координате 63° 45′ N 68° 33′ W / 63.750° С; 68.550° З; елевација: 33,5 m (110 ft); 1981–2010 нормале, екстреми 1946–садашњост | Клима Икалуитa (Икалуитски аеродром) WMO ID: 71909; координате 63° 45′ N 68° 33′ W / 63.750° С; 68.550° З; елевација: 33,5 m (110 ft); 1981–2010 нормале, екстреми 1946–садашњост | Клима Икалуитa (Икалуитски аеродром) WMO ID: 71909; координате 63° 45′ N 68° 33′ W / 63.750° С; 68.550° З; елевација: 33,5 m (110 ft); 1981–2010 нормале, екстреми 1946–садашњост | Клима Икалуитa (Икалуитски аеродром) WMO ID: 71909; координате 63° 45′ N 68° 33′ W / 63.750° С; 68.550° З; елевација: 33,5 m (110 ft); 1981–2010 нормале, екстреми 1946–садашњост | Клима Икалуитa (Икалуитски аеродром) WMO ID: 71909; координате 63° 45′ N 68° 33′ W / 63.750° С; 68.550° З; елевација: 33,5 m (110 ft); 1981–2010 нормале, екстреми 1946–садашњост | Клима Икалуитa (Икалуитски аеродром) WMO ID: 71909; координате 63° 45′ N 68° 33′ W / 63.750° С; 68.550° З; елевација: 33,5 m (110 ft); 1981–2010 нормале, екстреми 1946–садашњост | Клима Икалуитa (Икалуитски аеродром) WMO ID: 71909; координате 63° 45′ N 68° 33′ W / 63.750° С; 68.550° З; елевација: 33,5 m (110 ft); 1981–2010 нормале, екстреми 1946–садашњост | Клима Икалуитa (Икалуитски аеродром) WMO ID: 71909; координате 63° 45′ N 68° 33′ W / 63.750° С; 68.550° З; елевација: 33,5 m (110 ft); 1981–2010 нормале, екстреми 1946–садашњост | Клима Икалуитa (Икалуитски аеродром) WMO ID: 71909; координате 63° 45′ N 68° 33′ W / 63.750° С; 68.550° З; елевација: 33,5 m (110 ft); 1981–2010 нормале, екстреми 1946–садашњост | Клима Икалуитa (Икалуитски аеродром) WMO ID: 71909; координате 63° 45′ N 68° 33′ W / 63.750° С; 68.550° З; елевација: 33,5 m (110 ft); 1981–2010 нормале, екстреми 1946–садашњост |
| Показатељ \ Месец | .Јан. | .Феб. | .Мар. | .Апр. | .Мај. | .Јун. | .Јул. | .Авг. | .Сеп. | .Окт. | .Нов. | .Дец. | .Год. |
| --- | --- | --- | --- | --- | --- | --- | --- | --- | --- | --- | --- | --- | --- |
| Индекс субјективне топлоте | 3,3 | 5,2 | 4,3 | 5,1 | 13,3 | 21,7 | 27,8 | 27,6 | 18,8 | 8,6 | 4,8 | 3,4 | 27,8 |
| Апсолутни максимум, °C (°F) | 3,9 (39) | 5,7 (42,3) | 4,2 (39,6) | 7,2 (45) | 13,3 (55,9) | 22,7 (72,9) | 26,7 (80,1) | 25,5 (77,9) | 18,3 (64,9) | 9,1 (48,4) | 5,6 (42,1) | 3,7 (38,7) | 26,7 (80,1) |
| Средњи максимум, °C (°F) | −8,1 (17,4) | −9,1 (15,6) | −4,1 (24,6) | 0,8 (33,4) | 5,9 (42,6) | 14,4 (57,9) | 21,3 (70,3) | 18,2 (64,8) | 11,6 (52,9) | 4,9 (40,8) | 0,9 (33,6) | −2,6 (27,3) | 21,8 (71,2) |
| Максимум, °C (°F) | −22,8 (−9) | −23,3 (−9,9) | −18,3 (−0,9) | −9,4 (15,1) | −1,2 (29,8) | 6,8 (44,2) | 12,3 (54,1) | 10,5 (50,9) | 5,2 (41,4) | −1,0 (30,2) | −8,3 (17,1) | −17,0 (1,4) | −5,6 (21,9) |
| Просек, °C (°F) | −26,9 (−16,4) | −27,5 (−17,5) | −23,2 (−9,8) | −14,2 (6,4) | −4,4 (24,1) | 3,6 (38,5) | 8,2 (46,8) | 7,1 (44,8) | 2,6 (36,7) | −3,7 (25,3) | −12,0 (10,4) | −21,3 (−6,3) | −9,3 (15,3) |
| Минимум, °C (°F) | −30,9 (−23,6) | −31,7 (−25,1) | −28,1 (−18,6) | −18,9 (−2) | −7,6 (18,3) | 0,5 (32,9) | 4,1 (39,4) | 3,6 (38,5) | −0,1 (31,8) | −6,4 (20,5) | −15,8 (3,6) | −25,5 (−13,9) | −13,1 (8,4) |
| Средњи минимум, °C (°F) | −38,8 (−37,8) | −40,5 (−40,9) | −37,9 (−36,2) | −29,4 (−20,9) | −17,0 (1,4) | −3,6 (25,5) | 1,0 (33,8) | 0,4 (32,7) | −4,6 (23,7) | −16,1 (3) | −26,2 (−15,2) | −35,2 (−31,4) | −41,6 (−42,9) |
| Апсолутни минимум, °C (°F) | −45,0 (−49) | −45,6 (−50,1) | −44,7 (−48,5) | −34,2 (−29,6) | −26,1 (−15) | −10,2 (13,6) | −2,8 (27) | −2,5 (27,5) | −12,8 (9) | −27,1 (−16,8) | −36,2 (−33,2) | −43,4 (−46,1) | −45,6 (−50,1) |
| Индекс субјективне хладноће | −64 | −66 | −62 | −53 | −36 | −19 | −7 | −9 | −19 | −43 | −57 | −60 | −66 |
| Количина падавина, mm (in) | 19,7 (0,776) | 18,7 (0,736) | 18,7 (0,736) | 27,5 (1,083) | 29,2 (1,15) | 33,0 (1,299) | 51,9 (2,043) | 69,5 (2,736) | 55,2 (2,173) | 33,3 (1,311) | 27,2 (1,071) | 19,9 (0,783) | 403,7 (15,894) |
| Количина кише, mm (in) | 0,0 (0) | 0,0 (0) | 0,0 (0) | 0,2 (0,008) | 3,1 (0,122) | 23,8 (0,937) | 51,9 (2,043) | 68,6 (2,701) | 42,2 (1,661) | 6,8 (0,268) | 0,6 (0,024) | 0,0 (0) | 197,2 (7,764) |
| Количина снега, cm (in) | 21,7 (8,54) | 21,0 (8,27) | 21,6 (8,5) | 31,5 (12,4) | 27,6 (10,87) | 9,3 (3,66) | 0,0 (0) | 0,9 (0,35) | 13,2 (5,2) | 29,4 (11,57) | 29,7 (11,69) | 23,4 (9,21) | 229,3 (90,28) |
| Дани са падавинама (≥ 0.2 mm) | 11,4 | 11,1 | 11,8 | 13,1 | 12,0 | 10,9 | 12,5 | 15,3 | 15,0 | 14,0 | 13,2 | 12,2 | 152,2 |
| Дани са кишом (≥ 0.2 mm) | 0,0 | 0,1 | 0,0 | 0,3 | 1,4 | 7,4 | 12,7 | 16,7 | 10,6 | 2,2 | 0,3 | 0,0 | 51,6 |
| Дани са снегом (≥ 0.2 cm) | 12,2 | 11,6 | 12,7 | 13,4 | 12,0 | 3,9 | 0,1 | 0,5 | 7,2 | 13,7 | 13,8 | 12,3 | 113,5 |
| Релативна влажност, % | 65,3 | 64,6 | 65,4 | 72,8 | 76,4 | 72,6 | 69,4 | 72,6 | 75,6 | 78,1 | 76,6 | 71,5 | 71,7 |
| Сунчани сати — месечни просек | 32,4 | 94,0 | 172,2 | 216,5 | 180,5 | 200,2 | 236,8 | 156,8 | 87,9 | 51,4 | 35,6 | 12,6 | 1.476,8 |
| Сунчано време — месечни проценти | 18,5 | 39,0 | 47,4 | 48,2 | 31,9 | 32,5 | 39,3 | 31,0 | 22,4 | 16,8 | 17,7 | 8,9 | 29,5 |
| UV индекс | 0 | 0 | 1 | 2 | 4 | 4 | 4 | 3 | 2 | 1 | 0 | 0 | 1,8 |
| Извор #1: Environment and Climate Change Canada и Временски атлас | | | | | | | | | | | | | |
| Извор #2: Météo Climat | | | | | | | | | | | | | |